# Richard Malik
Richard Malik (ur. 19 grudnia 1909 w Bytomiu, zm. 20 stycznia 1945 na Froncie wschodnim) – niemiecki piłkarz, napastnik.
W reprezentacji Niemiec zagrał dwa razy. Debiutował 30 października 1932 w meczu z Węgrami i zdobył bramkę. Był wówczas zawodnikiem Beuthen 09. Drugi raz w kadrze Niemiec wystąpił w styczniu 1933
Jego kuzyn Leonard Malik grał przed wojną w reprezentacji Polski.